# Dawid Gans
Dawid (ben Salomon) Gans, także zapisywane jako Ganz (ur. 1541 w Lippstadt, Westfalia, zm. 25 sierpnia 1613 w Pradze) – żydowski historyk, astronom, geograf i matematyk.

## Życiorys
Pobierał nauki w Bonn, Frankfurcie, Krakowie (u Mojżesza Iserlesa) i Pradze (u Jehudy Löw ben Bakarela), gdzie ostatecznie osiadł. Był jednym z niewielu Żydów swej doby, którzy zajmowali się świecką nauką; pozostawał w kontakcie m.in. z Tychonem Brache i Johannesem Keplerem. W dziele Magen Dawid (hebr. Gwiazda Dawida) krytykował teorię heliocentryczną Kopernika, skłaniając się ku teorii geocentrycznej Klaudiusza Ptolemeusza. Napisał również niewydaną geografię Izraela, jednak jego największym dziełem była kronika Cemach Dawid wydana w Pradze w 1592 roku w dwóch księgach: pierwszą poświęcił historii Żydów, drugą – historii miejscowej. Została ona przełożona na łacinę i jidysz. Pochowany na Starym cmentarzu żydowskim w Pradze.